# Dorcaschema wildii
Dorcaschema wildii là một loài bọ cánh cứng trong họ Cerambycidae.